# Референдум в Швейцарии (1890)
Референдум по медицинскому страхованию в Швейцарии проходил 2 октября 1890 года. В результате референдума федеральная поправка к Конституции относительно страхования против несчастных случаев и медицинского страхования была одобрена.

## Избирательная система
Конституционный референдум был обязательным, для его одобрения было необходимо двойное большинство.

## Результаты
| Выбор                                | Общее голосование | Общее голосование | Кантоны | Кантоны | Кантоны |
| Выбор                                | Голосов           | %                 | Полных  | Полу-   | Всего   |
| ------------------------------------ | ----------------- | ----------------- | ------- | ------- | ------- |
| За                                   | 283 228           | 75,4              | 18      | 5       | 20,5    |
| Против                               | 92 200            | 24,6              | 1       | 1       | 1,5     |
| Пустых бюллетеней                    | 12 409            | –                 | –       | –       | –       |
| Недействительных бюллетеней          | 8 611             | –                 | –       | –       | –       |
| Всего                                | 396 448           | 100               | 19      | 6       | 22      |
| Зарегистрированных избирателей/ Явка | 663 531           | 59,7              | –       | –       | –       |
| Источник: Nohlen & Stöver            |                   |                   |         |         |         |